# Jacqueline Moore
Jacqueline DeLois Moore (Dallas (Texas), 6 januari 1964) is een Amerikaans halftijds professioneel worstelaarster die vooral bekend is van haar tijd bij World Wrestling Entertainment, van 1998 tot 2004, en Total Nonstop Action Wrestling, van 2007 tot 2009.

## In worstelen
- Finishers
  - Bridging German suplex
  - Guillotine choke

- Signature moves
  - Tornado DDT
  - Clothesline
  - Elbow smash
  - Spear
  - Spinning heel kick

- Bijnaam
  - "The Pride of Tennessee"

- Worstelaars gemanaged
  - Harlem Heat
  - D'Lo Brown
  - Meat
  - Marc Mero
  - Kevin Sullivan
  - Mark Henry
  - Beer Money, Inc.

## Prestaties
- Independent Association of Wrestling
  - IAW Women's Championship (1 keer)

- United States Wrestling Association
  - USWA Women's Championship (8 keer)

- Universal Wrestling Federation
  - UWF Women's World Championship (1 keer)

- World Wrestling Federation/Entertainment
  - WWF Women's Championship (2 keer)
  - WWE Cruiserweight Championship (1 keer)